# Футамі (повіт)
Пові́т Фута́мі (яп. 二海郡, ふたみぐん, МФА: [ɸutamʲi guɴ]) — повіт в Японії, в окрузі Осіма префектури Хоккайдо.